# Renia punctinalis
Renia punctinalis là một loài bướm đêm trong họ Noctuidae.